# Juan Mora
Juan José Gutiérrez Mora dit « Juan Mora », né le 10 avril 1963 à Plasencia (Espagne, province de Cáceres), est un matador espagnol.

## Présentation
Torero de style classique castillan et sobre, il a été marginalisé à une certaine époque. Le 4 octobre 2010, il triomphe à Las Ventas à Madrid, coupant trois oreilles à 47 ans.

### Carrière
- Débuts en novillada avec picadors : Plasencia le 23 avril 1978 aux côtés de Pepe Luis Vargas et de José Luis Ramón. Novillos de la ganadería de la Viuda de Diego Garrido.
- Présentation à Madrid : 1er mai 1979 aux côtés de Gallito de Zafra et Fernando Vera. Novillos de la ganadería de Soto de la Fuente.
- Alternative : Séville (Espagne) le 3 avril 1983. Parrain, Manolo Vázquez ; témoin, Curro Romero. Taureaux de la ganadería de Núñez y Moreno de Guerra.
- Confirmation d’alternative à Madrid : 24 juin 1984. Parrain, Manili ; témoin, Pepín Jiménez. Taureaux de la ganadería de Jiménez Pasquau.